# Lễ hội phim Anime Madman
Lễ hội phim Anime Madman (còn được biết đến là MadFest) là lễ hội anime và văn hóa Nhật Bản thường niên tại Úc được tổ chức tại Melbourne, Perth, Brisbane và Sydney. Sự kiện được tổ chức bởi Madman Anime. Sự kiện được khánh thành vào năm 2016 và được tổ chức tại Trung tâm Hội nghị & Triển lãm Melbourne, sự kiện được kéo dài hai ngày từ ngày 3-4 tháng 9 năm 2016 tại Melbourne. Lễ hội sau đó lan rộng tới Perth và Brisbane vào năm 2017 sau sự thành công ở lễ khánh thành, với mỗi tháng khác nhau, và tiếp đó là Sydney vào năm 2019.
Ngày 29 tháng 3 năm 2022, Crunchyroll Expo ở Úc được thông báo sẽ thay thế MadFest với hội chợ đầu tiên được lên lịch vào ngày 17-18 tháng 9 năm 2022. Toàn bộ lịch trình của MadFest  cũng bị hủy sau đó.

## Lịch sử lễ hội
| Ngày                            | Địa điểm                                             | Sự kiện đáng chú ý |
| ------------------------------- | ---------------------------------------------------- | --- |
| 3–4 tháng 9 năm 2016            | Trung tâm Hội nghị và Triển lãm Melbourne, Melbourne | - Có sự tham gia của Makoto Furukawa, Shingo Natsume, Tomohiko Itō (đạo diễn), Shingo Adachi, Atsushi Kaneko (A-1 Pictures), Sora Tokui, Cristina Vee, Yuko Miyamura, Tiffany Grant, Matt Greenfield, Tomia, Siera, Ameno Kitarou (AK Wirru) - Lần đầu tiên tổ chức Triển lãm Tokyo Ghoul tại Úc. - Buổi ra mắt phim One Piece Film: Gold. |
| 4–5 tháng 3 năm 2017            | Trung tâm Hội nghị & Triển lãm Perth, Perth          | - Có sự tham gia của Erica Mendez, Crispin Freeman, Shingo Adachi, Angie, Knitemaya - Lần đầu tiên tổ chức triển lãm World of Sword Art Online tại Úc - Buổi hòa nhạc IA Vocaloid - Buổi chiếu ra mắt của Sword Art Online: Ordinal Scale, Sailor Moon R: The Movie bản lồng tiếng Anh |
| 10–11 tháng 6 năm 2017          | Trung tâm Hội nghị & Triển lãm Brisbane, Brisbane    | - Có sự tham gia của Cherami Leigh, Ying Tze, Yūko Miyamura, Orochi X, Pinky Lu Xun, Katyuska Moonfox - Buổi giới thiệu đầu tiên về Attack on Titan The Exhibition - Wall Australia - Triển lãm Itasha - Buổi chiếu ra mắt của Black Butler: Book of the Atlantic, Sword Art Online: Ordinal Scale lồng tiếng Anh, Dragon Ball Super lồng tiếng Anh. |
| 4–5 tháng 11 năm 2017           | Trung tâm Hội nghị & Triển lãm Melbourne, Melbourne  | - Sự tham gia của Shinichirō Watanabe, Kana Ueda, Atsuhiro Iwakami, Bryce Papenbrook, Ladybeard, AGS102 - Có sự tham dự của các cosplayer: Ely, AmenoKitarou (A.K. Wirru), Orochi X, Pinky Lu Xun, Knitemaya - Buổi công chiếu lần đầu tiên của Mary and the Witch's Flower, Fate/stay night: Heaven's Feel I. presage flower, No Game No Life: Zero, JoJo's Bizarre Adventure: Diamond Is Unbreakable Chapter I - Quyền truy cập độc quyền để chơi Dragon Ball FighterZ trước khi được phát hành, Attack on Titan sử dung VR - Buổi hoà nhạc Love Live! Sunshine!! Aqours First LoveLive! ~Step! Zero to One~ - Thông báo về anime sắp tới của Shinichirō Watanabe                                                                                               |
| 4–5 tháng 3 năm 2018            | Trung tâm Hội nghị & Triển lãm Perth, Perth          | - Có sự tham gia của Shingo Adachi, Go Suzuki, Tomoya Nishigushi, Ray Chase - Sự tham dự của các cosplayer: Jin, Miguel, Kirilee, Giorgia - Buổi công chiếu lần đầu tiên của Fairy Tail: Dragon Cry lồng tiếng Anh, Attack on Titan: Roar of Awakening - Quyền truy cập độc quyền để chơi Attack on Titan 2 trước khi phát hành. |
| 2–3 tháng 6 năm 2018            | Trung tâm Hội nghị & Triển lãm Brisbane, Brisbane    | - Có sự tham gia của Yui Ishikawa, J. Michael Tatum, AGS102 - Có sự tham dự của các cosplayer: Baobao, Jutsu Cosplay - Buổi công chiếu lần đầu tiên của Maquia: When the Promised Flower Blooms, Love, Chunibyo & Other Delusions! Take on Me. |
| 15–16 tháng 9 năm 2018          | Trung tâm Hội nghị & Triển lãm Melbourne, Melbourne  | - Có sự tham gia của Christopher Sabat, Luna Haruna, Nanaka Suwa, Ayako Kawasumi, Kōki Uchiyama - Có sự tham dự của các cosplayer: Pugoffka - Buổi chiếu ra mắt của Sword Art Online: Alicization - Buổi công chiếu lần đầu tiên của I Want to Eat Your Pancreas, Penguin Highway, My Hero Academia: Two Heroes, K: Seven Stories 1 and 2 - Quyền truy cập để chơi My Hero One's Justice, Jump Force, Black Clover: Quartet Knights, Dragon Ball FighterZ bằng Nintendo Switch, One Piece: World Seeker, Soulcalibur VI, Taiko no Tatsujin, Devil May Cry 5 trước khi được phát hành ở Úc. - Trình diễn độc quyền Dragon Ball Super - Trình chiếu độc quyền One Piece - Trưng bày nghệ thuật Twitter Tokyo Ghoul - Buổi hòa nhạc Hatsune Miku Magical Mirai 2017. |
| 16–17 tháng 3 năm 2019          | Trung tâm hội nghị quốc tế Sydney, Sydney            | - Có sự tham gia của Cherami Leigh, Sumire Morohoshi, Yoshitsugu Matsuoka, Satoshi Tsuruoka, Shizuka Kurosaki, Hideaki Itsuno, Matthew Walker, Eir Aoi, Asuka Ōkura, DJ Kazu, Shinichiro Miki, Kazuki Yao, AGS102 - Có sự tham dự của các cosplayer: Ely - Buổi chiếu ra mắt của Fate/stay night: Heaven's Feel II. lost butterfly, Code Geass: Lelouch of the Re;surrection, Love Live! Sunshine!! The School Idol Movie: Over the Rainbow - Điểm chụp ảnh Dragon Ball Super Broly. - Tokyo Ghoul: Trưng bày các tác phẩm manga của Sui Ishida - Triễn lãm của Sword Art Online. - Trải nghiệm Fate/Grand Order. - One Piece. |
| 25–26 tháng 5 năm 2019          | Trung tâm Hội nghị & Triển lãm Brisbane, Brisbane    | - Có sự giam gia của: Erica Mendez, Shingo Adachi, Go Suzuki, Yumiko Yamamoto, AGS102 - Gặp mặt trực tuyến với: Ayahi Takagaki, Aki Toyosaki - Có sự tham dự của các cosplayer: Mangalphantom - Buổi chiếu ra mắt của Is It Wrong to Try to Pick Up Girls in a Dungeon? The Movie: Arrow of the Orion - Buổi chiếu ra mắt thế giới của Demon Slayer: Kimetsu no Yaiba tập 8 - Tokyo Ghoul:re Kagune display - Triển lãm của The Promised Neverland. |
| 14–15 tháng 9 năm 2019          | Trung tâm Hội nghị & Triển lãm Melbourne, Melbourne  | - Có sự giam gia của: Cherami Leigh, Natsuki Hanae. Akari Kito, Aina Aiba, Shinichiro Miki, Yuu Asakawa, Yuuma Takahashi, Shizuka Kurosaki, AGS102 - Có sự tham dự của các cosplayer: Aza Miyuko, K & A.K Wirru - Buổi chiếu ra mắt của One Piece Stampede, Rascal Does Not Dream of a Dreaming Girl, BanG Dream! FILM LIVE, Promare, My Hero Academia mùa 4 được lồng tiếng Anh, Anemone: Psalm of Planets Eureka Seven: Hi-Evolution - Buổi chiếu ra mắt thế giới của Demon Slayer: Kimetsu no Yaiba tập 24 - Buổi chiếu anime Human Lost. |
| 5–6 tháng 10 năm 2019           | Trung tâm Hội nghị & Triển lãm Perth, Perth          | - Có sự giam gia của: Cristina Vee, Haruo Sotozaki, Akira Matsushima, Yuuma Takahashi, AGS102 - Buổi diễn trực tiếp Sally Amaki trong vai Sakura Fujima trong nhóm nhạc 22/7 - Buổi chiếu các anime Promare, One Piece Stampede, My Hero Academia mùa 4 được lồng tiếng Anh, Anemone: Psalm of Planets Eureka Seven: Hi-Evolution, Fate/Grand Order - Absolute Demonic Front: Babylonia tập 1 và 2. - Buổi chiếu ra mắt thế giới của Sword Art Online: Alicization - War of Underworld tập 1 và 2. |
| 7–8 tháng 3 năm 2020            | Trung tâm hội nghị quốc tế Sydney, Sydney            | - Có sự giam gia của: Bryce Papenbrook, Ricco Fajardo, David Matranga, Shingo Adachi, Arisa Uki, AGS102 - Có sự tham dự của các cosplayer: Mon, A.K Wirru - Buổi chiếu ra mắt của Digimon Adventure: Last Evolution Kizuna - Buổi chiếu ra mắt của My Hero Academia: Heroes Rising - Buổi chiếu ra mắt thế giới của Kaguya-sama: Love Is War mùa thứ 2 và My Hero Academia mùa 4 tập 21. - Buổi diễn của Live Spectacle NARUTO ～Song of the Akatsuki～ - Quyền được chơi thử game Final Fantasy VII Remake trước khi ra mắt - Quyền được chơi thử một số game của Bandai Namco trước khi ra mắt. |
| 23–24 tháng 5 năm 2020 (bị hủy) | Trung tâm Hội nghị & Triển lãm Brisbane, Brisbane    | Sự kiện đã bị hủy do đại dịch COVID-19. |
| 29–30 tháng 8 năm 2020 (bị hủy) | Trung tâm Hội nghị & Triển lãm Melbourne, Melbourne  | Sự kiện đã bị hủy do đại dịch COVID-19. |
| 3–4 tháng 10 năm 2020 (bị huỷ)  | Trung tâm Hội nghị & Triển lãm Perth, Perth          | Sự kiện đã bị hủy do đại dịch COVID-19. |
| Tháng 3 năm 2021 (bị hủy)       | Trung tâm hội nghị quốc tế Sydney, Sydney            | Sự kiện đã bị hủy do đại dịch COVID-19.. |
| Tháng 5 năm 2021 (bị hủy)       | Trung tâm Hội nghị & Triển lãm Brisbane, Brisbane    | Sự kiện đã bị hủy do đại dịch COVID-19. |
| 2021 (bị hủy)                   | Trung tâm Hội nghị & Triển lãm Melbourne, Melbourne  | Sự kiện đã bị hủy do đại dịch COVID-19. |
| 2021 (bị hủy)                   | Trung tâm Hội nghị & Triển lãm Perth, Perth          | Sự kiện đã bị hủy do đại dịch COVID-19. |
| 12–13 tháng 3 năm 2022 (bị hủy) | Trung tâm hội nghị quốc tế Sydney, Sydney            | Bị hủy và thay thế bằng hội chợ Crunchyroll Expo ở Úc. |
| 21–22 tháng 5 năm 2022 (bị hủy) | Trung tâm Hội nghị & Triển lãm Brisbane, Brisbane    | Bị hủy và thay thế bằng hội chợ Crunchyroll Expo ở Úc. |